# La Roux
A La Roux egy angol elektropop duó; Eleanor Kate Jackson és Ben Langmaid a tagjai. Habár a munkában fele-fele arányban osztoznak, Elly Jackson, az énekes mégis előtérben van.
Zenei stílusukra a 80-as évek szintipop hírességei hatottak, többek között a Depeche Mode.
A zenekar nevét Jackson vörös haja alapján adták. Összekeverték 'a vörös' kifejezéseket; a hímnemben le roux, míg nőnemben la rousse a francia megfelelője, így a kettő ötvözetéből jött létre a csapat neve.

## Karrier

### Megalakulás
2006-ban Elly és Ben egy közös barátjuk által ismerték meg egymást. Első projektjük az Automan nevet kapta, és rengeteg akusztikus számot tartalmazott.

### Első album
Első kislemezük, a Quicksand 2008 decemberében jelent meg.
Soron következő kislemezük, az In for the Kill 2009. március 16-án jelent meg. Később két dubstep producer, Skream és Skrillex remixet készített a dalból.
Ezután a Bulletproofot adták ki 2009. június 21-én, illetve az Amerikai Egyesült Államokban augusztus 11-én.
A negyedik kislemezként az I'm Not Your Toyra esett a választás, mely 2009 szeptemberében jelent meg.
2009. szeptember 10-én Elly egy interjú során megemlítette, hogy az As If by Magicot is szeretné kislemezként kiadni.
Debütáló albumuk, a La Roux címet kapta, 2009. június 25-én adták ki a Polydor lemezkiadó gondozásában.

### Második album
A La Roux 2009 decemberében megkezdte a munkálatokat az új, második albumra. Jackson ezt nyilatkozta a hamarosan megjelenő anyagról:
„Szerintem természetesebb hangzása lesz, emiatt más várható, mint az első album.”

## Válogatásalbumok

### Sidetracked
2010 júliusában a La Roux egy új gyűjteményt alkotott, amely a Sidetracked címet kapta. A Renaissance Records által engedélyezett elektronikus stílusú előadóinak számaiból találhatóak rajta mixek. Többek között Doris Troy, Joyce Sims és Gerry Rafferty dalai hallhatóak a lemezen. Az album tartalmaz egy La Roux-felvételt is, a Rolling Stones' Under My Thumb feldolgozását.

## Tagok

### Elly Jackson
Kezdetben a népzene volt szimpatikus számára. Tizenéves korában kezdett stílusa megváltozni. Öltözködési stílusa és haja sokakban az 1980-as évek divatát idézi fel.
Édesanyja Trudie Goodwin, aki a The Bill című sorozat által vált híressé.

### Ben Langmaid
Habár ő a duó másik tagja, a londoni producer a fellépéseken és videóklipekben nem vesz részt.

## Diszkográfia

### Albumok
| Év   | Album   |
| ---- | ------- |
| 2009 | La Roux |

### Kislemezek
| Év   | Kislemez         |
| ---- | ---------------- |
| 2008 | Quicksand        |
| 2009 | In for the Kill  |
| 2009 | Bulletproof      |
| 2009 | I'm Not Your Toy |

## Fellépések
2010. január 26-án a 80-as évek egyik ismert szintipop csapatával, a Heaven 17-nel közösen léptek fel a 6 Music Live Combos című műsorban.
Elly Jackson a Bestival festival zsűrielnöke volt 2010-ben. 2010. december 31-én a duó fellépett a Dick Clark's New Year's Rockin' Eve című műsorban is.
Rengeteg rendezvényen jelentek meg Európa több országában, többek között a 2011-es Sziget Fesztiválon.

## Fordítás
Ez a szócikk részben vagy egészben  a   La Roux című angol Wikipédia-szócikk fordításán alapul.  Az eredeti cikk szerkesztőit annak laptörténete sorolja fel. Ez a jelzés csupán a megfogalmazás eredetét és a szerzői jogokat jelzi, nem szolgál a cikkben szereplő információk forrásmegjelöléseként.